# Prototyp (Hvězdná brána)
Prototyp je 9. epizoda 9. řady sci-fi seriálu Hvězdná brána.

## Děj
Generál Landry prochází chodbami SGC, když jej dožene Samantha Carterová a říká mu, že Tok'rové objevili gravitační poruchy, které mohou znamenat invazi Oriů. Carterová chce poruchy vyšetřovat z nedaleké planety P3X-584, a Landry ji tam posílá spolu s SG-5. Tým se vrátí nečekaně: byli na špatné planetě. Vzhledem k podezření, že je něco s bránou, Landry pozastaví všechny činnosti na Zemi a nařizuje používat stanoviště Alfa.
Carterová prozkoumá protokoly brány a zjistí, že brána na P3X-584 vyžaduje autorizační kód. Po úpravě programu se jí podaří s druhou bránou navázat spojení.
SG-1 a SG-5 dorazí na správnou planetu a Carterová najde nějaké zařízení připojené k DHD. Mezitím Teal'c a Daniel najdou transportní kruhy, které je přesunou spolu s Mitchellem do podzemní laboratoře. V laboratoři je osoba v antické stázové komoře. Když Mitchell stiskne tlačítko (přes protesty Daniela), komora se otevře a člověk v ní obživne.
Tým se vrátí na Zemi spolu s nalezenou osobou. Naštěstí gravitační anomálie byla prostě nezmapovaná černá díra, a nikoli nová hrozba Oriů. Dr. Lamová porovnává fyziologii člověka s genetickou stavbou Antiků uvedených v databázi Atlantis, a zjistí, že vykazuje značnou podobnost. Muž nabývá vědomí, a je informován, že je na Zemi. Říká, že jeho jméno je Khalek a tvrdí, že on byl unesen "mužem", který manipuloval s jeho DNA. Všechno, co chce, je vrátit se domů. Carterová má podezření, že Nirrti nebyl jediný Goa'uld, který měl zájem na zkoumání možnosti vyspělého hostitele.
Nicméně, když Daniel prohledává databáze z laboratoře, zjistí, že Khalek je genetický hybrid člověka-Goa'ulda, kterého vytvořil Anubis.
Během setkání, tým diskutuje, co dělat s Khalekem. Daniel navrhne, že by měli Khaleka zabít. Když Daniel později vyslýchá Khaleka, on mu odhalí, že má v úmyslu se povznést. Do SGC dorazí Richard Woolsey a oznámí, že IOA plánuje studovat Khaleka, aby našla zbraň proti Převorům. Landry a Daniel protestují, ale marně. Tým používá na Khaleka přístroj pro skenování mozku, který našel major Altman v mimozemské laboratoři a zjišťují, jak je vyspělý. Dokonce během sledování se Khalekův mozek vyvíjí dál a on použije telekineze, aby ukradl Mitchellovi zat'nik'tel. Mitchell vystřelí dvakrát do Khalekova hrudníku, ale Khalek se rychle uzdraví.
Landry a Woolsey diskutují, zdali je bezpečné udržovat Khaleka vzhůru. Konečně, Landry informuje Woolseyho, že plánuje dát Khaleka zpět do stáze a poslat jej pryč, když přichází SG-1. Informují Landryho, že Khalek chce jít zpátky na planetu, protože potřebuje další dvě ošetření v zařízení na manipulaci s DNA, aby se povznesl. Khalek používá svého vyspělého sluchu a odposlouchává konverzaci. Uvědomuje si, že jeho povznesení může být zmařeno a osvobodí se. Zabije dva strážce, a míří do místnosti s bránou. Na své cestě zlikviduje všechny stráže a přemůže všechna bezpečnostní opatření. Svojí myslí blokuje střely. Když Khalek dosáhne místnosti s bránou, použije svou sílu k aktivaci brány a prochází přes bránu. Během chvilky se však vrací zpět. Mitchell na něj střílí, ale Khalek blokuje střely. Najednou se na jeho uniformě objeví krev. Daniel střílí na Khaleka z druhého konce místnosti, a zatímco byl Mitchellem rozptylován, nebyl schopen zastavit kulku. Daniel a Mitchell pokračují ve střelbě, dokud není Khalek mrtvý. Carterová vysvětluje Landrymu, že přeprogramovala zařízení na planetě P3X-584 tak, aby brána poslala každého, kdo vytočí planetu zpět, odkud přišel.